# گورستان کله یونجه
قبرستان کله یونجه مربوط به دوره اشکانیان است و در شهرستان مریوان، روستای کله یونجه واقع شده و این اثر در تاریخ ۲۷ مرداد ۱۳۸۲ با شمارهٔ ثبت ۹۶۳۶ به‌عنوان یکی از آثار ملی ایران به ثبت رسیده است.